# Chris Snee
Christopher Snee (Edison, 8 gennaio 1982) è un ex giocatore di football americano statunitense che ha giocato nel ruolo di guardia per tutta la carriera con i New York Giants della National Football League (NFL). Fu scelto nel corso del secondo giro (34º assoluto) del Draft NFL 2004 dai Giants. Al college ha giocato a football a Boston.

## Carriera professionistica

### New York Giants
Snee rinunciò all'ultimo anno di college per dichiararsi eleggibile nel Draft 2004. Il suo debutto da professionista lo disputò contro i Philadelphia Eagles, dove aiutò Tiki Barber a correre 125 yard su 9 possessi. Perse le ultime 5 gare stagionali a causa dell'infiammazione ad una ghiandola sotto la mandibola. La sua stagione da rookie  si concluse con 11 gare giocate, tutte come titolare, nel ruolo di guardia destra guadagnatosi nel corso del training camp. Snee e la linea offensiva bloccarono sufficientemente bene da permettere a Barber di correre l'allora record di squadra di 220 yard contro i Kansas City Chiefs e a Eli Manning di passare 3.762 yard, all'epoca quinto risultato della storia della franchigia. Il giocatore fu scelto come quarta riserva per disputare eventualmente il Pro Bowl.
Nel 2005, Snee disputò come titolare tutte le 16 gare stagionali e il primo turno di playoff contro i Philadelphia Eagles, gara in cui i Giants riuscirono a correre 151 yard su 31 possessi. In seguito fu votato come terza riserva per il Pro Bowl. I blocchi di Snee nella stagione regolare permisero ai Giants di correre per 2.156 yard, il settimo risultato della lega.
Nella stagione 2006, Snee giocò nuovamente tutte le gare come titolare, oltre al primo turno di playoff. Nella vittoria sui Washington Redskins nella settimana 17 che permise ai Giants di centrare i playoff, grazie ai blocchi di Snee e del resto della linea offensiva, Tiki barber corse il nuovo record di franchigia di 234 yard.
Per il terzo anno consecutivo, Chris giocò tutte le 16 partite della stagione come titolare, oltre alle 4 partite di playoff dei Giants. Chris terminò l'annata con la 48ª presenza da titolare consecutiva, la terza striscia più lunga della squadra dietro David Diehl (80) e Eli Manning (55). I Giants giunsero fino al Super Bowl XLII in cui ebbero la meglio sugli imbattuti New England Patriots tra gli sfavori del pronostico. Snee si laureò così per la prima volta campione NFL.
Dopo la vittoria del titolo, il giocatore firmò un rinnovo contrattuale per rimanere coi Giants sino al 2014. Tale accordo fu del valore di 41,25 milioni di dollari, di cui 17,1 milioni garantiti e 13,5 milioni di bonus alla firma.
Nelle stagioni dalla 2008 alla 2010, Snee non saltò una sola gara da titolare, venendo selezionato tre volte per il Pro Bowl in altrettante stagioni, oltre a venire sempre inserito nella formazione ideale della stagione All-Pro.
Nell'annata 2011, Snee interruppe la sua striscia di gare consecutive da titolare, terminando con 15 presenze stagionali. I Giants conclusero la stagione con un record di 9-7, qualificandosi per un soffio ai playoff grazie alla vittoria decisiva sui Cowboys. Nella post-season, essi eliminarono nell'ordine gli Atlanta Falcons, i favoritissimi e campioni in carica Green Bay Packers e nella finale della NFC i San Francisco 49ers. Il 5 febbraio 2012, Snee partì come titolare nel Super Bowl XLVI, vinto ancora contro i Patriots 21-17, vincendo il suo secondo anello di campione NFL.
Il 26 dicembre 2012, Chris fu convocato per il quarto Pro Bowl in carriera.
Nell'ottobre 2013, Snee fu messo in lista infortunati, concludendo in anticipo la sua annata. Il 21 luglio 2014 annunciò il suo ritiro dopo dieci stagioni da professionista.

### Franchigia
- Super Bowl : 2

New York Giants: XLII, XLVI
- National Football Conference Championship: 2

New York Giants: 2007, 2011

### Individuale
- Convocazioni al Pro Bowl: 4

2008, 2009, 2010, 2012
- All-Pro: 3

2008, 2009, 2010
- PFWA All-Rookie Team - 2004

## Statistiche
| Partite totali             | 138 |
| Partite totali da titolare | 138 |
| Fumble recuperati          | 6   |